# ولوو سری ۲۰۰

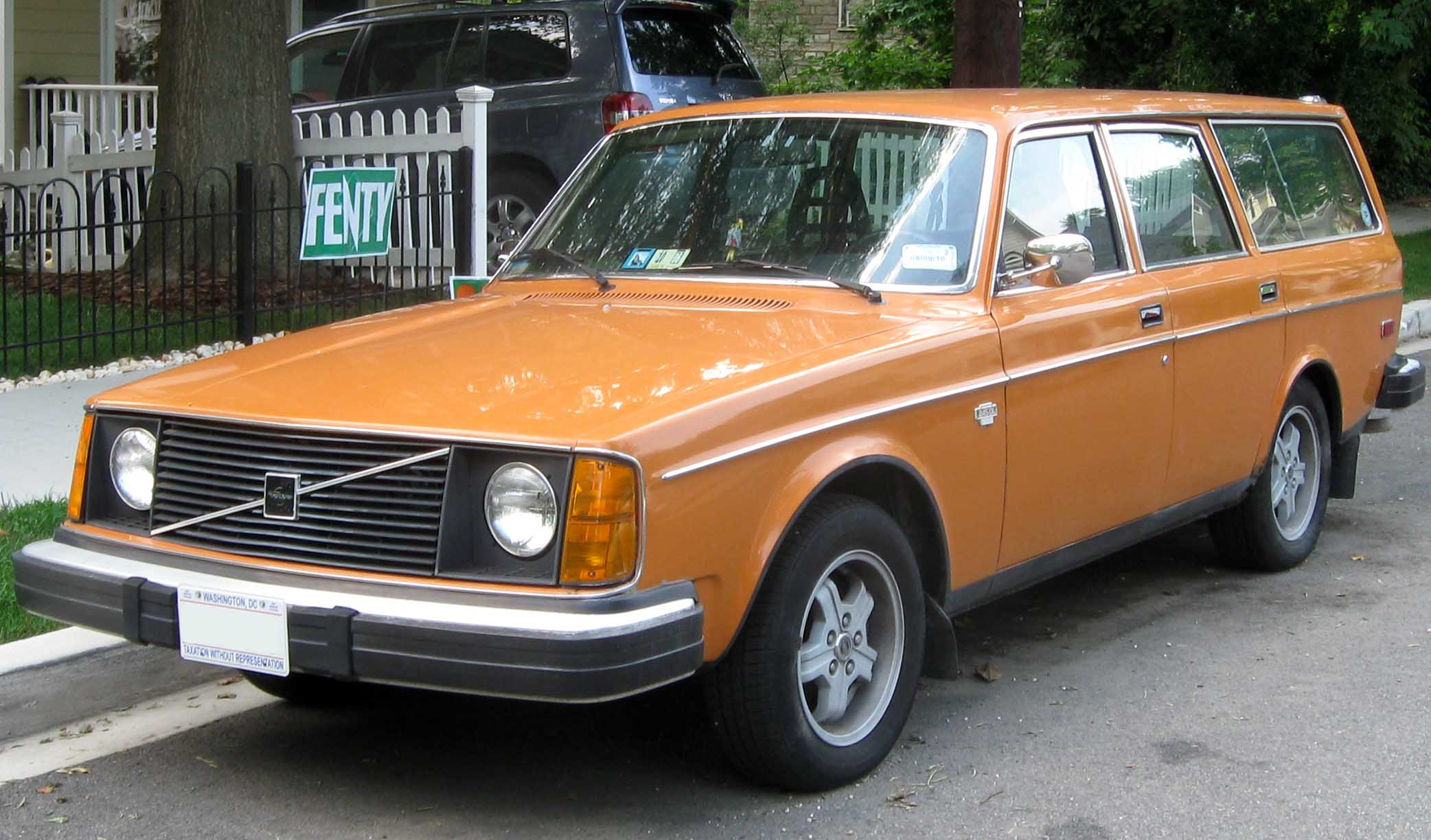

ولوو سری ۲۰۰ (Volvo 200 Series) یک سری خودرو است که در سال‌های ۱۹۷۴ تا ۱۹۹۶در هالیفاکس، کانادا، بلژیک، ملبورن، استرالیا، تورین، ایتالیا و شاه عالم و مالزی تولید شده‌است. طراحی آن خودروهای موتور جلو-محور عقب بوده است. سیستم جعبه‌دندهٔ آن ۴ دنده به دو صورت خودکار و دستی است.